# NGC 5420
NGC 5420 ist eine Spiralgalaxie vom Hubble-Typ Sb im Sternbild Jungfrau. Sie ist schätzungsweise 215 Millionen Lichtjahre von der Milchstraße entfernt.
Sie wurde am 6. Juni 1885 von Francis Preserved Leavenworth entdeckt.